# Якорь Хейна

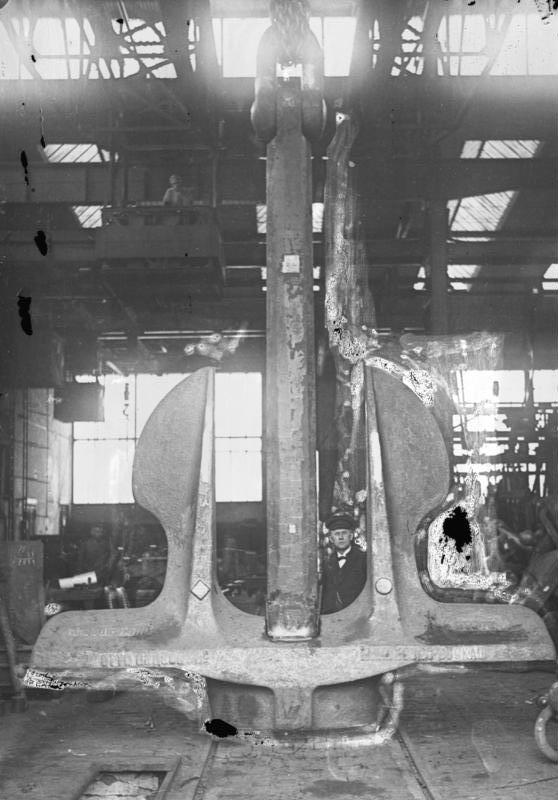
Якорь Хейна

Якорь Хейна (англ. Gruson-Hein anchor) — прототип современных становых якорей повышенной держащей силы.

## Изобретение
Разработан в начале 1920-х годов немецким инженером из Бремена Генрихом Хейном, который провёл ряд модельных и натурных опытов с якорем Холла, выявив его существенные недостатки.
Он установил, что во многих случаях якоря с меньшей площадью лап держат лучше, чем якорь Холла, кроме того, чем более широко расставлены лапы якоря, тем меньше его держащая сила, так как на каждую из двух лап могут действовать неодинаковые силы, в зависимости от неоднородности грунта под якорем. Одной лапой якорь может попасть на камень, а другая уходит в мягкий грунт, в результате появляется пара сил, стремящаяся вырвать якорь из грунта. Это обычно происходит на песчано-каменистом и мелко-каменистом грунтах, когда меняется направление ветра или течение и якорная цепь меняет направления натяжения. При этом якорь раскачивается в грунте, вырывается из него и через некоторое время углубляется («забирает») опять. Моряки давно уже обращали внимание на такое поведение «холловских» якорей, но не могли понять его причину.

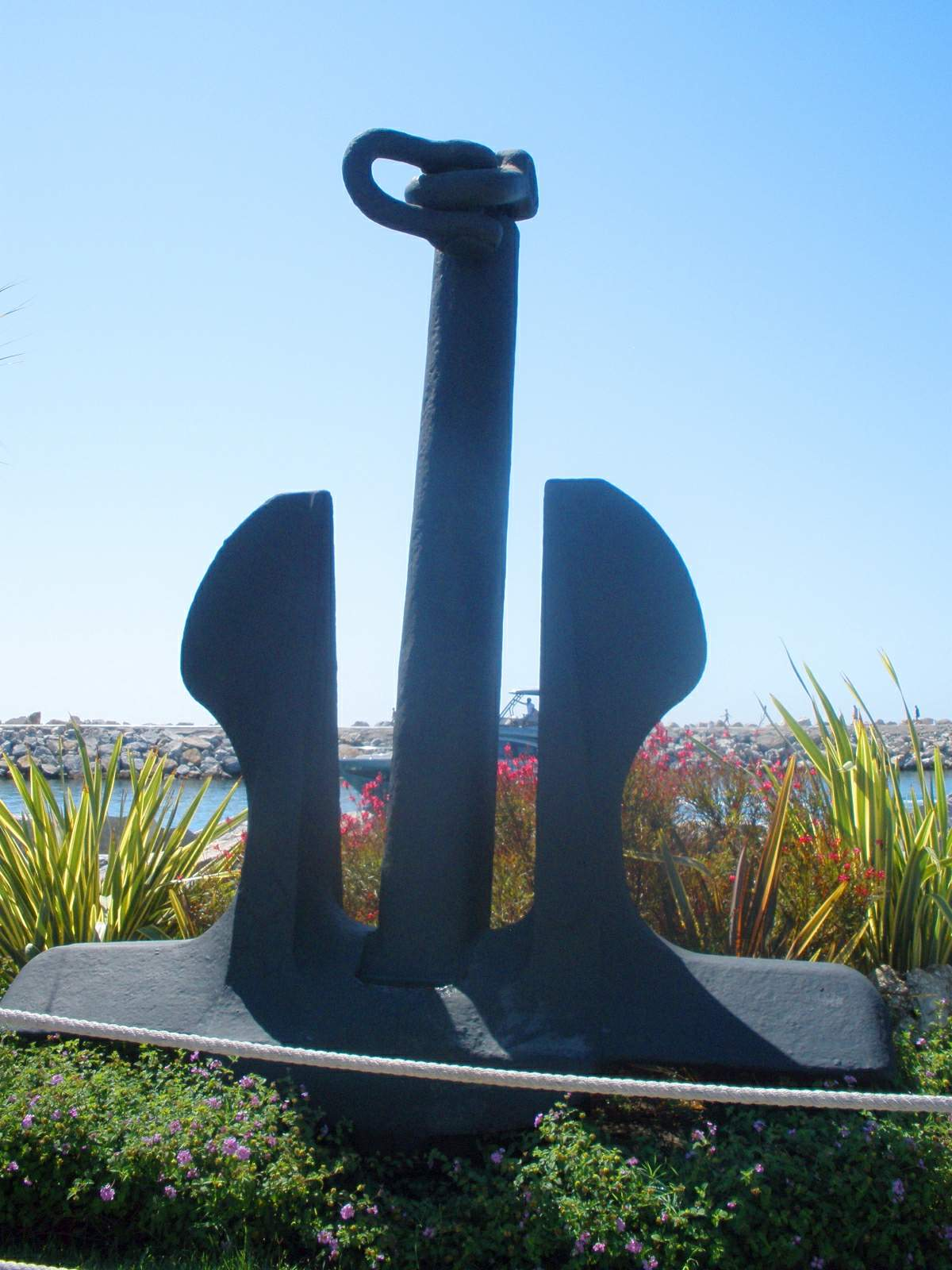
Сохранившийся якорь в Марбелье

Якоря с большой площадью захвата лап быстро забирают грунт, сравнительно неплохо держат судно, но позднее наступает момент, когда широкие захваты начинают играть отрицательную роль. Перед головной частью якоря образуется грунтовой бугор, на который якорь начинает влезать, оказываясь постепенно выше уровня грунта и выдёргивается из него при увеличении натяжения якорь-цепи. Некоторое время якорь протаскивается по дну, затем забирает опять и всё начинается сначала.

## Конструкция и принцип действия
Выявив два самых крупных недостатка «втяжных» якорей — широкое расположение лап и слишком большие захваты, Хейн предложил новую конструкцию. Лапы его якоря максимально сближены и литая коробка не имеет выступающих под прямым углом захватов, приближаясь к обтекаемой форме. Чтобы исключить возможность опрокидывания якоря (из-за сближенных лап) при входе в грунт, Хейн добавил шток, отливаемый вместе с коробкой. Скосы на коробке и штоке служат направляющими плоскостями для лап якоря на грунте и под действием собственного веса якорь начинает зарываться в него при протаскивании. Вся конструкция сбалансирована таким образом, что лапы якоря не могут развернуться в противоположную от грунта сторону.
Держащая сила якоря Хейна в четыре раза выше, чем якоря Холла, при этом он глубже уходит в грунт, хотя и позже начинает в него углубляться, чем якоря с широкими захватами. Одобренный в 1927 году регистром Ллойда, якорь Хейна получил широкое распространение. Массовым производством якоря занималась фирма «Грюзон» (англ. Gruson), уменьшив длину штока коробки (с согласия изобретателя). Принципы конструкции Хейна стали основой для других типов становых якорей повышенной держащей силы.